# 799年
| 千纪： | 1千纪                                                                                           |
| 世纪： | 7世纪 \| 8世纪 \| 9世纪                                                                         |
| 年代： | 760年代 \| 770年代 \| 780年代 \| 790年代 \| 800年代 \| 810年代 \| 820年代                       |
| 年份： | 794年 \| 795年 \| 796年 \| 797年 \| 798年 \| 799年 \| 800年 \| 801年 \| 802年 \| 803年 \| 804年 |
| 纪年： | 己卯年（兔年）；唐貞元十五年；南诏上元十六年；日本延曆十八年；渤海国正曆五年                    |

## 大事记
- 查理曼保护教皇利奧三世。

## 出生
- 韓昶，韩愈的长子
- 蒋伸，唐朝大臣
- 张议潮，唐朝名将

## 逝世
- 第五琦，唐朝大臣
- 董晉 (唐朝)，唐朝大臣
- 渾瑊，唐朝名将
- 李謜，唐顺宗之子
- 李逸，唐代宗之子
- 劉全諒，唐朝大臣
- 卢纶，唐朝诗人
- 陸長源，唐朝大臣
- 穆萨·卡齐姆，第七任伊玛目
- 曲环，唐朝大臣
- 王虔休，唐朝大臣
- 和氣清麻呂，日本贵族
- 和氣廣虫，日本女官